# Deuxième nivellement général
Pour les articles homonymes, voir DNG.
 (mars 2012).
Si vous disposez d'ouvrages ou d'articles de référence ou si vous connaissez des sites web de qualité traitant du thème abordé ici, merci de compléter l'article en donnant les références utiles à sa vérifiabilité et en les liant à la section « Notes et références ».
Le Deuxième nivellement général, abrégé en DNG (en néerlandais : Tweede Algemene Waterpassing, abrégé en TAW) est le point de référence d’altitude en Belgique. Le point 0 (zéro) DNG est le niveau moyen de la mer à marée basse dans le port d’Ostende.
Le point 0 (zéro) DNG se trouve 2,33 mètres plus bas que le Niveau normal d'Amsterdam, utilisé aux Pays-Bas et en Allemagne, et 1,82 mètre plus bas que le zéro du nivellement général de la France. 